# Alfonso Di Benedetto

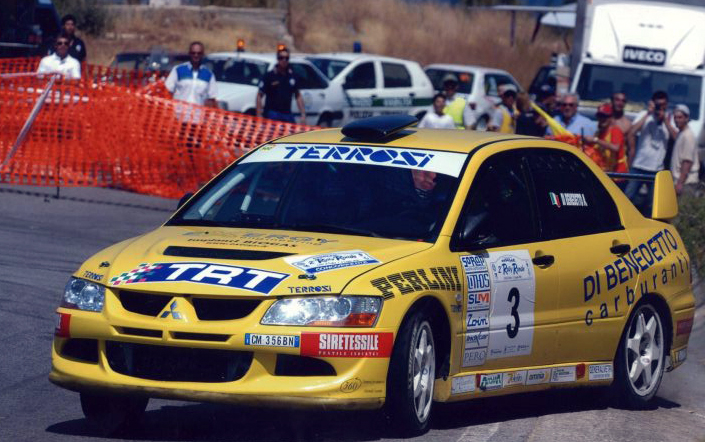
Alfonso Di Benedetto nella stagione 2008

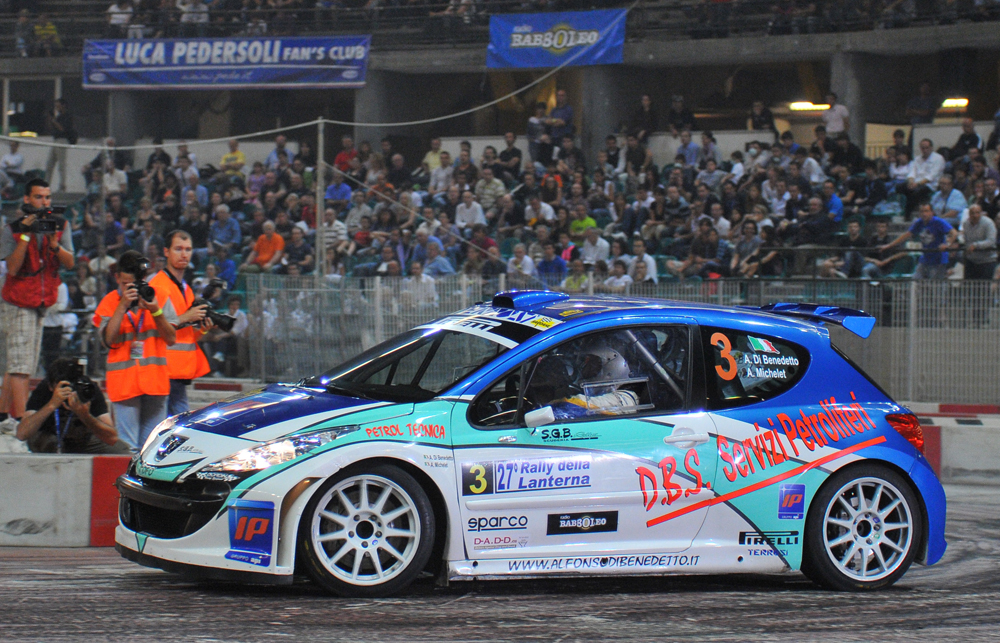
Alfonso Di Benedetto nella stagione 2011

Alfonso Di Benedetto (Palermo, 20 ottobre 1981) è un pilota di rally italiano.

## Palmarès
2016
- Franciacorta Rally Show - P207 S2000 (Daniele De Luis - 1º Assoluto)

2015
- RALLY SPERLONGA - P208 R5 (Gino Abatecola - 1º Assoluto)
- RALLY CITTA' DEI SANTI - P207 S2000 (Gino Abatecola - 1º Assoluto)
- RALLY DELLE MADONIE - FORD FIESTA R5 (Gino Abatecola - 1º Assoluto)
- RONDE DELLE MINIERE - P207 S2000 (Daniele De Luis - 4º Assoluto)
- RALLY INTERNAZIONALE FRANCIACORTA - P207 S2000 (Andrea Pedretti - 2º Assoluto)

2014
- RALLY RONDE MACCALUBE - P207 S2000 (Rosario Siragusano - 1º Assoluto)
- RALLY ROMA CAPITALE - P207 S2000 (Emanuele Inglesi - Gara Sospesa - Vincitore Assoluto della PS Spettacolo)

2013
- RALLY RONDE MACCALUBE - P207 S2000 (Valentina Russo - 1º Assoluto)
- 4 Rally Experience Racalmuto - P207 S2000 (Valentina Russo - 1º Assoluto)
- 1 Rally Experience Racalmuto - P106 Maxi (Valentina Russo - 1º Assoluto)

2012
- RALLY RONDE MACCALUBE - P207 S2000 (Valentina Russo - 1º Assoluto)
- RALLY FABARIA - P207 S2000 (Valentina Russo - 1º Assoluto)

2011
- RALLY RONDE ADELKAM - P207 S2000 (Alessandro Michelet - 1º Assoluto)
- RALLY RONDE ENNA - P207 S2000 (Valentina Russo - 1º Assoluto)
- RALLY FABARIA - P207 S2000 (Salvatore Riolo - 1º Assoluto)
- RALLY della LANTERNA (T.R.A.) - P207 S2000 (Alessandro Michelet - 5º Assoluto 1º S2000)
- RALLY VALLE D'AOSTA (T.R.A.) - P207 S2000 (Alessandro Michelet - 6º Assoluto 1º S2000)
- RALLY PISTA CONCORDIA - P207 S2000 (Valentina Russo - 1º Assoluto)

2010
- Secondo Assoluto S2000 Trofeo Rally Asfalto 2010
- RALLY RONDE PELORITANI - P207 S2000 (Antonio Pittella - 1ºASSOLUTO)
- RALLY RONDE DI ZAPPA - P207 S2000 (Claudio Palermo - 1ºASSOLUTO)
- RALLY TARGA FLORIO - P207 S2000 (Rosario Siragusano - 4ºASSOLUTO - 1º S2000)
- RALLY APPENNINO REGGIANO - P207 S2000 (Simona Palmisano - 4ºASSOLUTO - 1º S2000)
- RALLY SAN MARTINO DI CASTROZZA - P207 S2000 (Alessandro Michelet - 6ºASSOLUTO - 1º S2000)

2009
- RALLY TARGA FLORIO - P207 S2000 Alessandro Michelet - 9º Assoluto
- RONDE DI ENNA - P207 S2000 Alessandro Michelet - 1º ASSOLUTO
- RALLY DEL CIOCCO - P207 S2000 Alessandro Michelet - 8º Assoluto
- FABARIA - P206 WRC Rino Muratore - Rit. per incidente

2008
- Vincitore Gruppo N Trofeo Rally Asfalto 2008
- RALLY Lanterna - Mitsubishi Evo 9 Alessandro Michelet - 2º di N e 10º assoluti
- RALLY Alba - Mitsubishi Evo Alessandro Michelet - 2º di N e 9º assoluti
- RALLY Marca Trevigiana - Mitsubishi Evo 9 Alessandro Michelet 1º di N e 7º assoluti
- RALLY San Martino di Castrozza - Mitsubishi Evo 9 Alessandro Michelet 2º di N e 7º assoluti
- RALLY Fabaria - Mitsubishi Evo 9 Alessandro Michelet 1º di N e 4º assoluti